# Isla Montague
Isla Montague är en ö i Mexiko.   Den ligger i delstaten Baja California, i den nordvästra delen av landet, 2 100 km nordväst om huvudstaden Mexico City. Arean är 133 kvadratkilometer.
Terrängen på Isla Montague är mycket platt. Öns högsta punkt är 22 meter över havet. Den sträcker sig 17,6 kilometer i nord-sydlig riktning, och 15,4 kilometer i öst-västlig riktning.